# Cusseta, Georgia
Cusseta är administrativ huvudort i Chattahoochee County i Georgia.  Orten grundades officiellt år 1855.